# مجمع بازار أردبيل
مجمع بازار أردبيل هي بازار تاريخية تعود إلى عصر الدولة السلجوقية، وتقع في أردبيل. كان هذا السوق مزدهرا للغاية خلال العصر الصفوي.

## معرض الصور

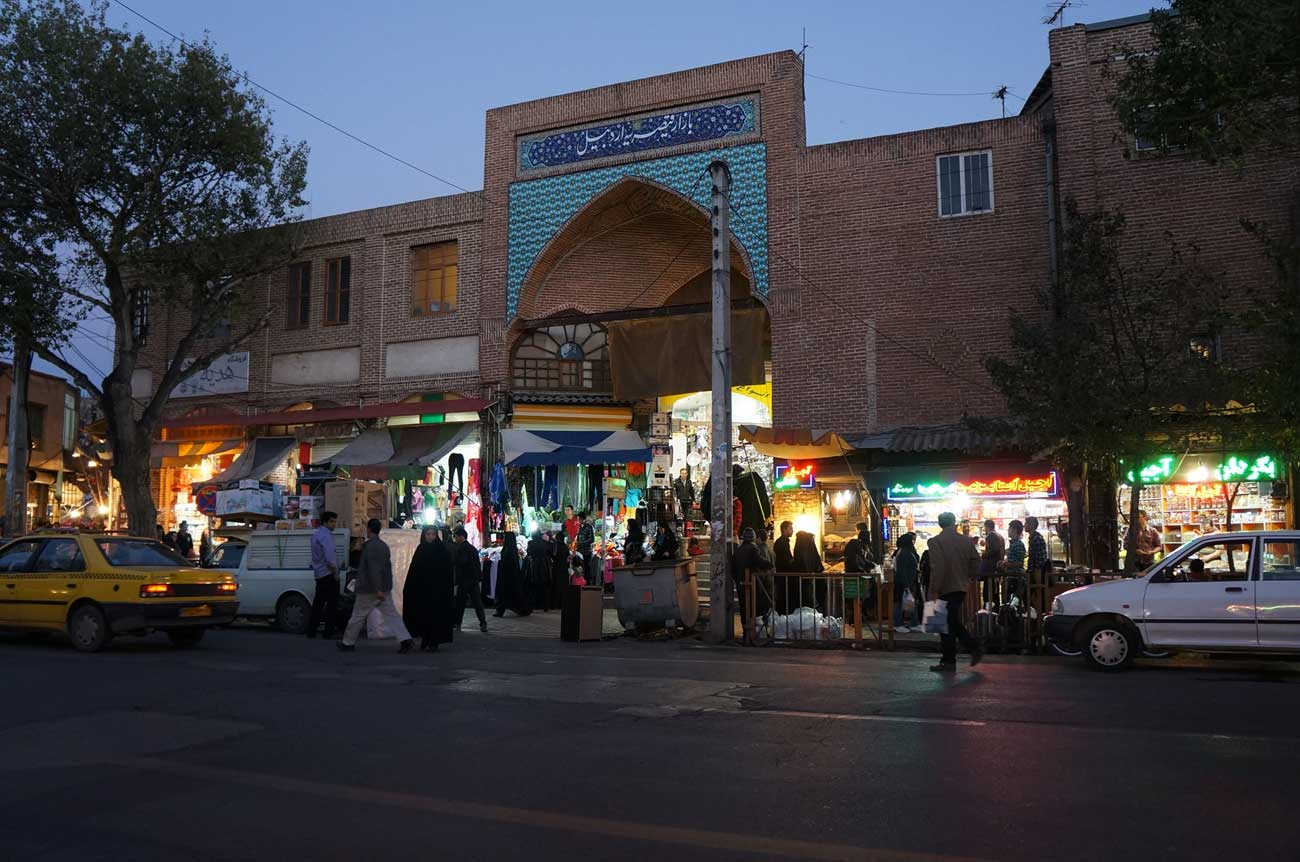
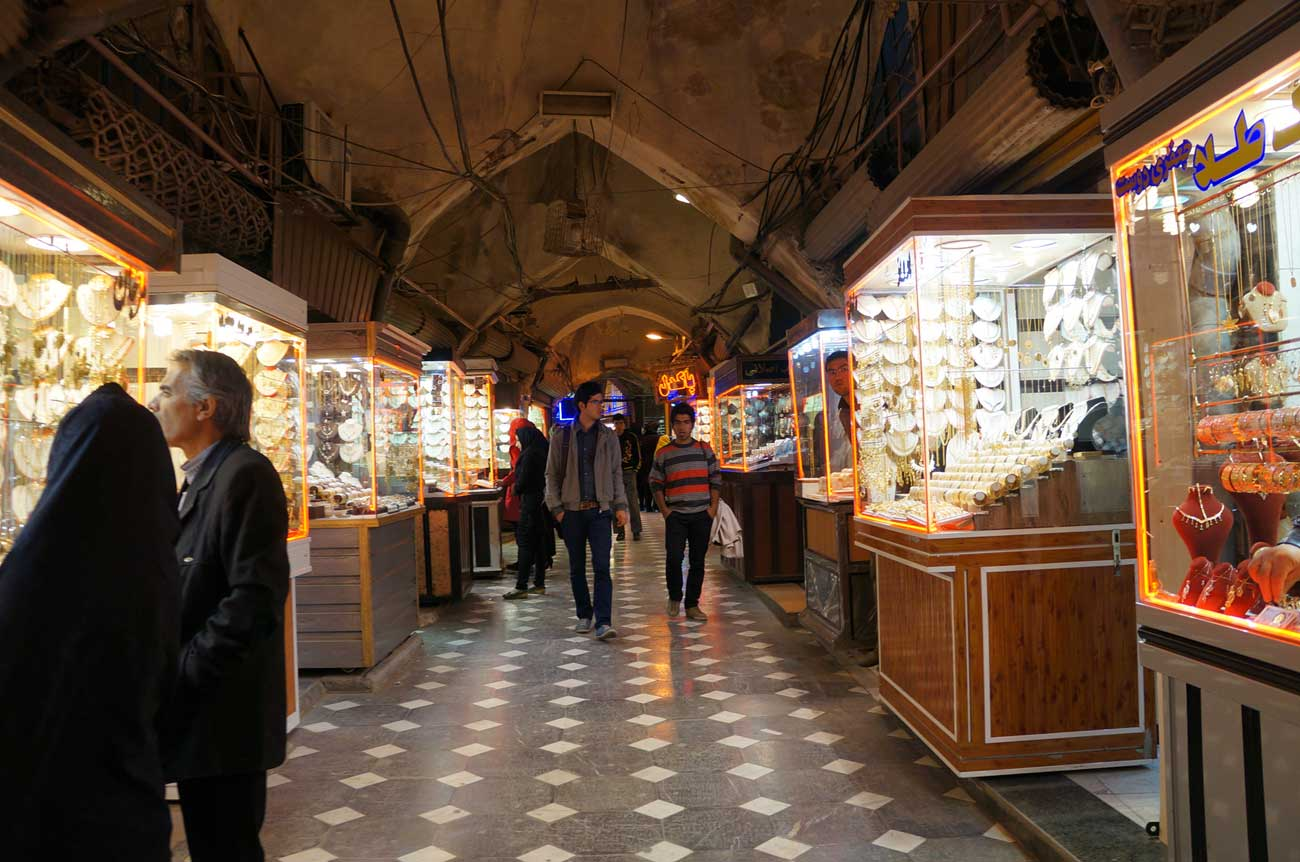
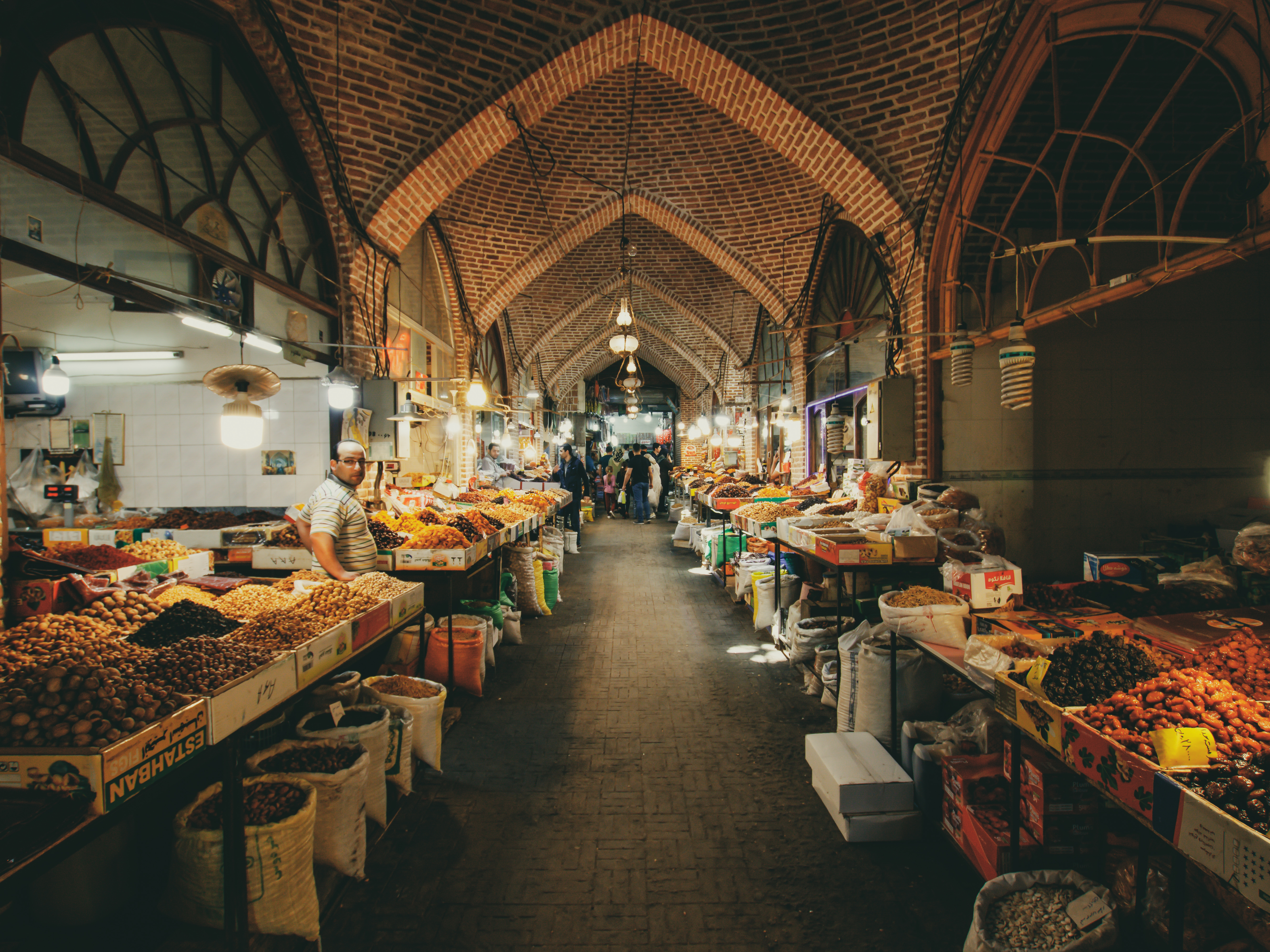
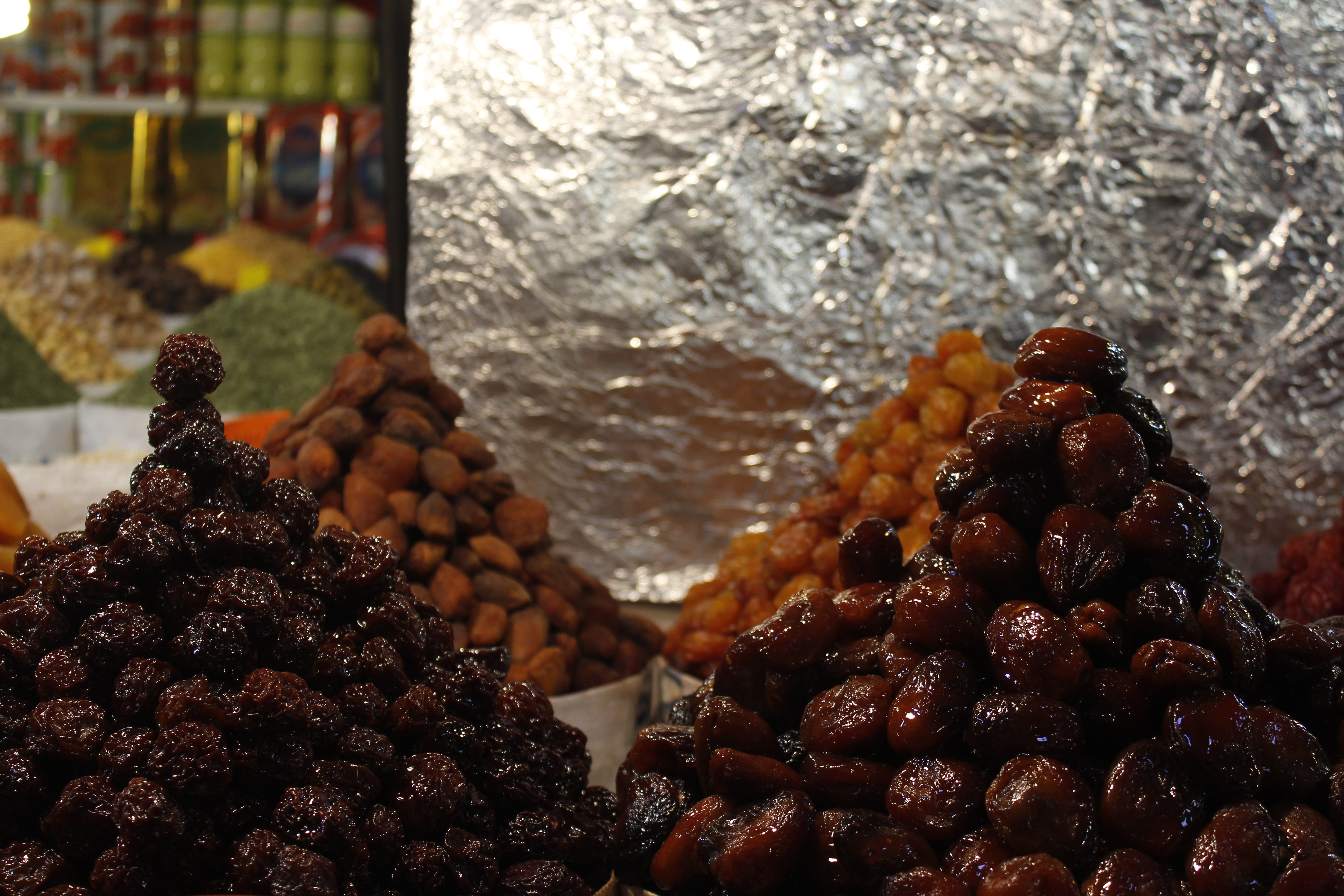